# Facharzt für Innere Medizin und Gastroenterologie
Facharzt für Innere Medizin und Gastroenterologie, auch Gastroenterologe/Gastroenterologin, ist in Deutschland die offizielle Bezeichnung für einen Facharzt, der sich auf die ärztliche Tätigkeit im Bereich Gastroenterologie des Gebietes Innere Medizin spezialisiert hat.

## Gebietsdefinition Innere Medizin
Nach der deutschen Muster-Weiterbildungsordnung 2018 umfasst das Gebiet Innere Medizin die Vorbeugung, (Früh-)Erkennung, konservative und interventionelle Behandlung sowie Rehabilitation und Nachsorge der Gesundheitsstörungen einschließlich geriatrischer Krankheiten und Erkrankungen der Atmungsorgane, des Herzens und Kreislaufs, der Verdauungsorgane, der Nieren und ableitenden Harnwege, des Blutes und der blutbildenden Organe, des Gefäßsystems, des Stoffwechsels und der inneren Sekretion, des Immunsystems, des Stütz- und Bindegewebes, der Infektionskrankheiten und Vergiftungen sowie der soliden Tumore und der hämatologischen Neoplasien. Das Gebiet umfasst auch die Gesundheitsförderung und die Betreuung unter Berücksichtigung der somatischen, psychischen und sozialen Wechselwirkungen und die interdisziplinäre Koordination der an der gesundheitlichen Betreuung beteiligten Personen und Institutionen.

## Facharzt-Weiterbildung Innere Medizin und Gastroenterologie
Um in Deutschland als Facharzt für Innere Medizin und Gastroenterologie tätig werden zu können, muss nach dem Abschluss eines Medizinstudiums und erteilter Approbation als Arzt
- eine mindestens 72 Monate dauernde Weiterbildung Monate im Gebiet Innere Medizin an zugelassenen Weiterbildungsstätten absolviert werden, davon müssen abgeleistet werden:
- 36 Monate in Innerer Medizin und Gastroenterologie, davon
  - 24 Monate in der stationären Patientenversorgung,
- 24 Monate in mindestens zwei verschiedenen Facharztkompetenzen des Gebiets Innere Medizin,
- 6 Monate in der Notfallaufnahme,
- 6 Monate in der Intensivmedizin.[1]

Bei der Anmeldung zur Weiterbildungsprüfung müssen der zuständigen Ärztekammer sämtliche Nachweise über die erfüllten Mindestanforderungen vorgelegt werden. Dazu gehören auch die Logbuch-Dokumentationen über alle durch die MWBO vorgegebenen Inhalte der Weiterbildung. Zur Weiterbildungsprüfung muss man darlegen, dass man über die entsprechenden Kenntnisse, Erfahrungen und Fertigkeiten im Fach verfügt.
Die Inhalte der Facharzt-Weiterbildungen im Gebiet Innere Medizin / Facharzt/Fachärztin für Innere Medizin (Gastroenterologe/Gastroenterologin) sind in der Muster-Weiterbildungsordnung festgeschrieben.

## Inhalte der Weiterbildung
Zur Weiterbildungsprüfung muss dargelegt werden können, dass man Kenntnisse, Erfahrungen und Fertigkeiten unter anderem in folgenden Bereichen erlangt hat:

### Spezifische Inhalte der Facharzt-Weiterbildung Innere Medizin und Gastroenterologie
- Prävention, Differentialdiagnose, Therapieoptionen, Rehabilitation und Nachsorge von gastroenterologischen Erkrankungen und Tumoren sowie Stoffwechselkrankheiten
- Diagnostik und Therapie
  - von akuten und chronisch entzündlichen Erkrankungen des Gastrointestinaltrakts, von Leber und Pankreas
  - gastroenterologischer Infektionskrankheiten, insbesondere Virushepatitiden, intraabdominelle Infektionen und infektiöse Darmkrankheiten
  - von funktionellen Störungen, insbesondere Reizdarmsyndrom, Obstipation, Dyspepsie
  - von Erkrankungen durch Nahrungs- und Genussmittel, z. B. Laktoseintoleranz, Fruktosemalabsorption und intestinale Malabsorptions- und Maldigestionssyndrome
  - von Essstörungen und Störungen durch psychotrope Substanzen einschließlich Folgen der Alkoholkrankheit im Verdauungssystem
  - bei Stoffwechselstörungen und -erkrankungen, z. B. Hämochromatose, Morbus Wilson, Hyperlipoproteinämie
  - der Adipositas und assoziierter Manifestationen im Verdauungstrakt, insbesondere Steatohepatitis, endoskopische Bypassverfahren und Nachsorge nach bariatrischen Eingriffen
  - von angeborenen Fehlbildungen des Verdauungssystems im Erwachsenenalter
  - gastroenterologischer Erkrankungen bei geriatrischen Patienten, z. B. chronische mesenteriale Ischämie, Motilitätsstörungen und Inkontinenz einschließlich Pharmakotherapie bei Multimorbidität
- Einleitung rehabilitativer Maßnahmen bei psychosomatischen Störungen
- Vorsorge, Früherkennung, Diagnostik, konservative und interventionelle Therapie
  - gutartiger und bösartiger Neubildungen der Verdauungsorgane
  - von gastroenteropankreatischen neuroendokrinen Tumorerkrankungen, z. B. Karzinoid, Gastrinom, Insulinom
- Palliativmedizinische Betreuung bei Patienten mit lebenslimitierenden gastroenterologischen Krankheiten
- Gastroenterologische Diagnostik und Funktionsprüfungen
  - Nicht-invasive Funktionstests, insbesondere H2-Atemtest, 13C-Atemtest, Stuhluntersuchung
  - PH-Metrie, Manometrie
  - Sonographie
  - Endoskopie
- Interventionen
  - Therapeutische Endoskopien
  - Laparoskopien
- Behandlung und Koordination gastroenterologischer Notfälle
- Ernährungsmedizinische Beratung und Behandlung
  - Ernährungsberatung und Diätetik bei Erkrankungen der Verdauungsorgane, Stoffwechselstörungen sowie Mangel- und Überernährung und alimentären Mangelzuständen
  - Indikationsstellung und Durchführung enteraler Sondenernährung einschließlich perkutaner endoskopischer Gastrostomie (PEG)
- Vorbereitung  und Nachsorge transplantierter Patienten (Leber, Pankreas)
- Medikamentöse Tumortherapie und Supportivtherapie
  - Planung und Überwachung der medikamentösen Therapie bei Tumorerkrankungen der Facharztkompetenz einschließlich der Prävention, Erkennung und Behandlung spezifischer Nebenwirkungen von Tumortherapeutika
  - Prophylaktische und interventionelle Supportivtherapie, insbesondere Antiemese, Ernährungsberatung und Diätetik einschließlich enteraler und parenteraler Ernährung, Infektionsprophylaxe und Therapie von Infektionen, Antikoagulation
- Strahlenschutz.[1]

Die Inhalte der Musterweiterbildungsordnung sind allerdings nur eine Empfehlung für die rechtsverbindlichen Weiterbildungsordnungen der Landesärztekammern, die hiervon abweichende Regelungen treffen können.

## Zusatzweiterbildungen
Gastroenterologen und Gastroenterologinnen haben die Möglichkeit, sich durch Zusatz-Weiterbildung weiter zu qualifizieren. Dies betrifft die Zusatz-Weiterbildung Transplantationsmedizin, sowie Zusatz-Weiterbildungen,
- die von allen Fachärzten, sowie von Ärzten ohne abgeschlossene Facharztweiterbildung erworben können und solche
- die Fachärzten der Gebiete der unmittelbaren Patientenversorgung vorbehalten sind.